# Boreczek (województwo wielkopolskie)

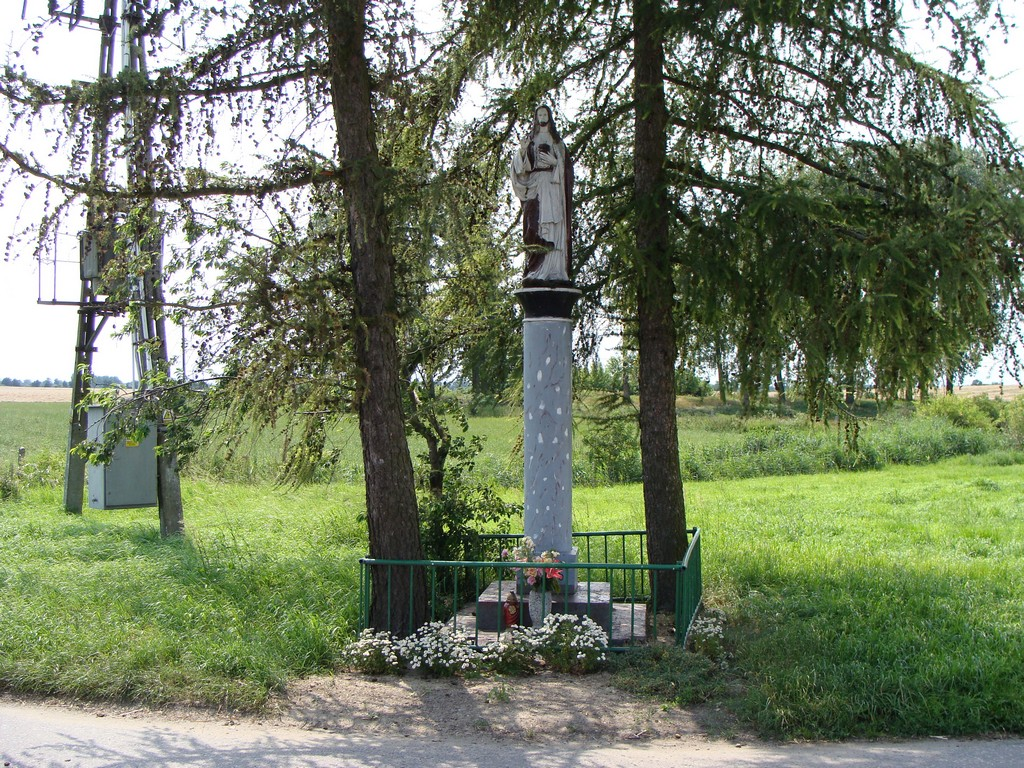
Kapliczka przydrożna

Boreczek – osada w Polsce położona w województwie wielkopolskim, w powiecie śremskim, w gminie Brodnica.
W latach 1975–1998 miejscowość administracyjnie należała do województwa poznańskiego.
Wieś położona 3 km na wschód od Brodnicy przy drodze powiatowej nr 4064 z Przylepek do Manieczek.